# Marcelo Saralegui
Marcelo Saralegui, vollständiger Name Marcelo Saralegui Arregín, (* 18. Mai 1971 in Montevideo) ist ein ehemaliger uruguayischer Fußballspieler und heutiger Trainer.

## Karriere

### Spielertätigkeit

#### Vereine
Der 1,72 Meter große Mittelfeldakteur Saralegui gehörte zu Beginn seiner Karriere von 1988 bis Mitte 1991 der Mannschaft Nacional Montevideos an. In jenem Zeitraum bestritt er 26 Spiele in der Primera División und schoss zwei Tore. Die „Bolsos“ gewannen in dieser Phase 1988 sowohl die Copa Libertadores als auch den Weltpokal. 1989 siegte man in der Copa Interamericana und bei der Recopa Sudamericana. Anschließend war er bis zum Jahresende 1991 bei der Zweitvertretung Atlético Madrids aktiv. Nach Rückkehr zu Nacional stand er bei den Montevideanern in der ersten Jahreshälfte im Kader und wurde in elf Erstligapartien (zwei Tore) eingesetzt. Die Mannschaft wurde am Saisonende Uruguayischer Meister. Saralegui verließ den Klub jedoch schon im Laufe des Jahres und wechselte zum FC Turin. Bei den Italienern absolvierte er lediglich zwei Ligabegegnungen (kein Tor). In der Saison 1992/93 gewann sein Klub, bei dem zu jenem Zeitpunkt auch sein Landsmann Carlos Aguilera spielte, die Coppa Italia. Im Juli 1994 verpflichtete ihn der Racing Club. Für die Argentinier lief er in 33 Partien der Primera División auf und traf fünfmal ins gegnerische Tor. Nächster Arbeitgeber war von Mitte 1995 bis zur Jahresmitte 1999 der CA Colón. Seine Einsatzstatistik bei dem Klub aus Santa Fe weist 29 Tore bei 105 Ligaeinsätzen aus. Im Anschluss daran setzte Saralegui seine Karriere bis ins Jahr 2000 bei CA Independiente fort und kam in 14 Erstligaspielen (ein Tor) zum Einsatz. In der ersten Jahreshälfte 2000 ist ebenfalls eine Karrierestation bei Defensor Sporting für ihn notiert. Von Juli 2000 bis zum Jahresende spielte er erneut für den Racing Club aus Avellaneda und wurde dabei in zwölf weiteren Erstligapartien (kein Tor) eingesetzt. Es folgte ein abermaliges, anderthalb Jahre währendes Engagement bei Nacional Montevideo. Dort gewann er mit der Mannschaft im Jahr 2001 die uruguayische Meisterschaft. Nach insgesamt zwölf weiteren Einsätzen (ein Tor) in der höchsten uruguayischen Spielklasse schloss er sich im Juli 2002 bis zum Jahresende 2003 Centro Atlético Fénix an. Dabei sind für ihn 16 Erstligaeinsätze und zwei Treffer für ihn notiert. Als letzte Karrierestation wird 2004 der Zweitligist Uruguay Montevideo FC für Saralegui geführt. Einsätze in der Segunda División sind für ihn allerdings nicht verzeichnet. Andere Quellen listen dagegen drei Spiele mit seiner Beteiligung.

#### Nationalmannschaft
Saralegui gehörte er uruguayischen U-20-Auswahl an, die an der U-20-Südamerikameisterschaft 1988 teilnahm.
Am 21. Juni 1992 debütierte er sodann beim 2:0-Heimsieg im Freundschaftsländerspiel gegen das australische Nationalteam in der uruguayischen A-Nationalmannschaft, als er von Trainer Luis Alberto Cubilla in die Startelf beordert wurde. In der Folgezeit absolvierte er insgesamt 33 Länderspiele, bei denen er sechs Tore schoss. Bei der Copa América 1993 war Saralegui Teil des uruguayischen Aufgebots und wurde im Verlaufe des Turniers viermal eingesetzt. Dabei erzielte er zwei Treffer. Uruguay schied im Viertelfinale aus. Auch für die Copa América 1995 wurde er nominiert und trug in Reihen der uruguayischen Mannschaft mit vier Einsätzen (ein Tor) zum Turniersieg bei. Bei der Copa América 1997 war Saralegui ebenfalls Mitglied des uruguayischen Kaders und bestritt drei Turnierspiele (ein Tor). Sein letzter Länderspieleinsatz in der „Celeste“ datiert vom 16. November 1997, als er unter Nationaltrainer Roque Máspoli beim 5:3-Heimsieg gegen die Auswahl Ecuadors auflief.

#### Erfolge
- Copa América: 1995
- Weltpokal: 1988
- Copa Libertadores: 1988
- Copa Interamericana: 1989
- Recopa Sudamericana: 1989
- Uruguayischer Meister: 2001
- Coppa Italia: 1992/93

### Trainertätigkeit
Saralegui schlug nach der aktiven Karriere eine Trainerlaufbahn ein. Im September 2006 trat er eine Trainerstelle beim Club Sportivo Cerrito an und wirkte in dieser Funktion bis Mitte März des Folgejahres. Von Februar 2010 bis Anfang Mai 2010 stand er bei den Montevideanern erneut in dieser Position in der Verantwortung. Von April 2014 bis Januar 2015 war er Cheftrainer der Rampla Juniors. Im August 2016 übernahm er die Trainingsleitung beim Club Atlético Colegiales. Das Engagement bei den Argentiniern endete bereits im September 2016.